# تیم ملی فوتبال سوئد

تیم ملی فوتبال سوئد یک تیم فوتبال بین‌المللی است که به نمایندگی از کشور سوئد به میدان می‌رود. این تیم زیر نظر فدراسیون فوتبال سوئد فعالیت می‌کند.